# Robbah
Robbah est une commune de la wilaya d'El Oued en Algérie.

## Géographie

### Situation
Le territoire de la commune de Robbah est situé au sud-ouest de la wilaya.
| Oued El Alenda                               | Bayadha     | Nakhla  |
| Oued El Alenda                               | Robbah      | El Ogla |
| Oued El Alenda, Benaceur (wilaya de Ouargla) | Douar El Ma | El Ogla |

### Localités de la commune
La commune de Robbah est composée de quatre localités :
- Beghazilia
- Débidibi
- Guédachi
- Robbah